# Bertrange (Francja)
Bertrange – miejscowość i gmina we Francji, w regionie Grand Est, w departamencie Mozela.
Według danych na rok 1990 gminę zamieszkiwało 1900 osób, a gęstość zaludnienia wynosiła 279 osób/km² (wśród 2335 gmin Lotaryngii Bertrange plasuje się na 222. miejscu pod względem liczby ludności, natomiast pod względem powierzchni na miejscu 849.).